# Jorma Härkönen
Jorma Härkönen, né le 17 mai 1956, est un ancien athlète finlandais spécialiste du 800 mètres. 

## Palmarès

### Championnats d'Europe d'athlétisme
- Championnats d'Europe d'athlétisme 1982 à Athènes,  Grèce
  -  Médaille de bronze sur 800 m